# 빌헬름 마르크스
빌헬름 마르크스(Wilhelm Marx, 1863년 1월 15일 ~ 1946년 8월 5일)는 독일 바이마르 공화국 시절의 총리이다.

## 생애
1863년 1월 15일 쾰른에서 가톨릭계 학교 교장의 아들로 태어났다. 1881년부터 3년 동안 본 대학교에서 법학을 전공한 후 프로이센 왕국 사법부에서 활동했다. 1894년 엘버펠트에서 지방법원 판사로 부임했다. 판사로 활동하면서도 독일 중앙당에 입당해 1899년 프로이센 왕국의 의원으로 선출됐다.
1928년 5월 치러진 총선에서 독일 사회민주당이 승리하자 다음 달에 총리직에서 물러났으며, 그 해 말에는 독일 중앙당 의장직도 내려놓았다. 1932년 의원직에서 물러나 정계에서 은퇴했다. 1946년 8월 5일 본에서 사망했다.